# Asa landskommun
Asa landskommun var en tidigare kommun i Kronobergs län.

## Administrativ historik
Landskommunen inrättades i Asa socken i Norrvidinge härad i Småland när 1862 års kommunalförordningar trädde i kraft 1863. Den upphörde vid kommunreformen 1952, då den gick upp i Lammhults landskommun. Sedan 1971 tillhör området Växjö kommun.

## Politik

### Mandatfördelning i Asa landskommun 1938-1946
| 7 | 5 | 8 |

| 20 |

| 7 | 9 | 4 |

| 20 |

| 6 | 11 | 3 |

| 19 |